# Kuźnik Olsowy
Kuźnik Olsowy – śródleśne jezioro w Pile, w woj. wielkopolskim. Połączone ciekiem wodnym z jeziorem Kuźnik Bagienny.
Kuźnik Bagienny znajduje się na terenie rezerwatu "Kuźnik", ok. 3 km na północ od centrum miasta. Powierzchnia jeziora wynosi 0.5 ha, a maksymalna głębokość 1,1 m.
Dno jeziora pokryte jest łąkami ramienicowymi.